# Alonso de Aragão
Alonso de Aragão também chamado Afonso de Aragão (Cervera, 1470 — Lécera, 24 de fevereiro de 1520) foi arcebispo de Saragoça (1478-1520), arcebispo de Valência (1512-1520) e Vice-rei de Aragão (1517-1520).

## Biografia
Filho bastardo do futuro rei Fernando II de Aragão, que o protegeu desde o primeiro momento. Sua carreira eclesiástica transcorreu dentro da política da Coroa de Aragão de controlar a Igreja de Aragão, dando os cargos mais importantes aos membros da família. Assim, com a morte do Arcebispo de Saragoça, seu meio-tio, João de Aragão I, seu avô, João II de Aragão, propôs que o filho bastardo do príncipe herdeiro, de cinco anos, o sucedesse; a nomeação causou uma grande disputa com o papado, que não a aceitou, e o Papa Sixto IV designou Ausías de Puggio.
Apesar disso, as pressões por parte do rei continuaram e finalmente o papado acabou por confirmar Alonso como arcebispo, 3 anos depois, em 14 de agosto de 1478, tendo apenas 8 anos. Em 7 de novembro de 1501 foi ordenado sacerdote, e no dia seguinte foi consagrado bispo por Juan de Ortega, bispo de Calahorra, no Mosteiro de Santa Fé, em Saragoça. Os principais co-consagradores foram Dom Guillermo Ramón de Moncada, bispo de Taraçona, e Dom Juan Crespo, OSA, bispo de Ales. Em 24 de janeiro de 1505 também foi nomeado administrador da Arquidiocese de Monreale, até receber a nomeação para a sé de Valência em 23 de janeiro de 1512, sendo instalado em 4 de abril.
Enquanto arcebispo de Saragoça, foi um grande administrador e soube selecionar as pessoas a quem delegou as suas obrigações espirituais. Foi o arquiteto da última grande remodelação da Catedral de Saragoça (obras que seriam concluídas por um dos seus filhos, o também Arcebispo Fernando).
Em 1507 foi deputado das Cortes aragonesas e designado lugar-tenente general do rei no Reino de Nápoles, com a ajuda de Gonçalo Fernandes de Córdova. Em 1512 comandou as tropas que cercaram e fizeram render a cidade de Tudela durante a Conquista de Navarra pela Coroa de Aragão.
Sob seu governo, o Sínodo de Saragoça de 1515 tentou estender a Aragão o plano de reformas que Cardeal Cisneros, com quem mantinha relações estreitas, conduzia em Castela. Após a morte de seu pai em 1516, o testamento o nomeou tenente-general dos territórios da Coroa de Aragão até que Carlos de Habsburgo chegou para ser empossado rei. O arcebispo Alonso presidiu as Cortes de 1518 quando Carlos foi reconhecido, mas depois entrou em conflito com os vereadores flamengos. Planejava viajar a Tordesilhas para estabelecer contato com a rainha Juana, mas os conselheiros do rei o impediram. Soma-se a este motivo de desagrado o fato de não ter sido designado sucessor de Cisneros em Toledo, sendo o primado entregue a Guilherme de Croy, sobrinho do Senhor de Chièvres.
Ainda assim, foi nomeado por Carlos V como Vice-rei de Aragão. Dom Alonso de Aragão faleceu durante uma visita pastoral, sendo sepultado no mosteiro de Santa Engrácia e posteriormente transferido para a capela-mor da Catedral de La Seo.

## Relações familiares
Era filho natural do rei Fernando II de Aragão “O católico” e de Aldonça Ruiz de Ivorra, mulher nobre de origem Catalã. Teve pelo menos quatro filhos com Ana de Gurrea (ca. 1475-1528), filha do Senhor de Argavieso:
1. João II de Aragão (1492-1530). Foi nomeado Arcebispo de Saragoça em 1520. Foi pai da monja Ana;
2. Fernando de Aragão e de Gurrea (1498-1575). Arcebispo de Saragoça em 1539 e Vice-rei de Aragão (1566-1575). Foi pai de Pedro, Senhor de Ballobar;
3. Joana de Aragão e Gurrea (ca. 1495-1520), casada com João de Borja, 3º Duque de Gandía, teve sete filhos, inclusive o jesuíta São Francisco de Borja;
4. Ana de Aragão e Gurrea (ca. 1502-1556), esposa de Juan Alonso Pérez de Guzmán, 6º Duque de Medina Sidonia, teve cinco filhos.